# Lottusse
Lottusse és un reconegut fabricant de sabates mallorquí que també produeix altres articles de cuir, com roba, cinturons i bosses. La seu de l'empresa es troba a Inca, a l'illa de Mallorca, on es fabriquen els seus productes i es manté una botiga de venda directa de fàbrica. Fundada l'any 1877, ha estat una empresa de propietat familiar al llarg de la seva història.

## Història
L'empresa va ser fundada per Antoni Fluxà, amb només 27 anys, després de formar-se a Barcelona, París i el Regne Unit. Fruit de la seva experiència al Regne Unit, Antoni va introduir a Mallorca el sistema de fabricació Goodyear Welt, que consisteix a cosir una tira (welt) a la part superior i la plantilla del calçat, reforçada amb una cinta (gemming) cimentada a la vora de la plantilla. L'espai delimitat es farceix amb materials com suro o escuma, i la sola exterior es cus a la tira. Aquesta tècnica es distingeix per la seva durabilitat, resistència a l'aigua i facilitat per substituir les soles, allargant així la vida útil del calçat, tot i que resulta més laboriosa i costosa.
Després de la mort d'Antoni Fluxà el 1918, la gestió de la fàbrica va recaure en la seva filla Francisca Aina Fluxà Rayó durant més d'una dècada i al 1927 l'empresa passà a mans del germanastre d'aquesta, Llorenç Fluixà Figuerola. Durant la direcció de Llorenç, l'empresa inicià la seva expansió internacional i la seva diversificació amb l'adquisició de Viajes Iberia el 1956, que amb el temps acabaria convertint-se en el Grup Iberostar el 1986.
La tercera generació de la família gestionà i expandí les empreses familiars, de manera que Antoni Fluxà Rosselló es posà al capdavant de Lottusse, el seu germà Llorenç fundà Camper i Miquel gestionà la branca empresarial turística de la família. Actualment, està dirigida per la quarta generació de la família fundadora, representada per Joan Antoni i Catalina Fluxà Domene, amb un equip de més de 80 artesans.

## Producció i promoció
Des dels seus inicis com un petit taller artesanal, Lottusse ha evolucionat fins a convertir-se en una empresa amb presència internacional en 26 mercats, amb botigues pròpies i punts de venda en canals multimarca. La marca destaca per la seva forta implantació a Espanya i la Xina.
Lottusse participa en fires internacionals del sector, com MICAM (Milà), GDS (Düsseldorf) i Pitti Immagine Uomo (Florència), on promociona els seus productes i consolida la seva presència en el mercat global.